# Hugo Dowerg

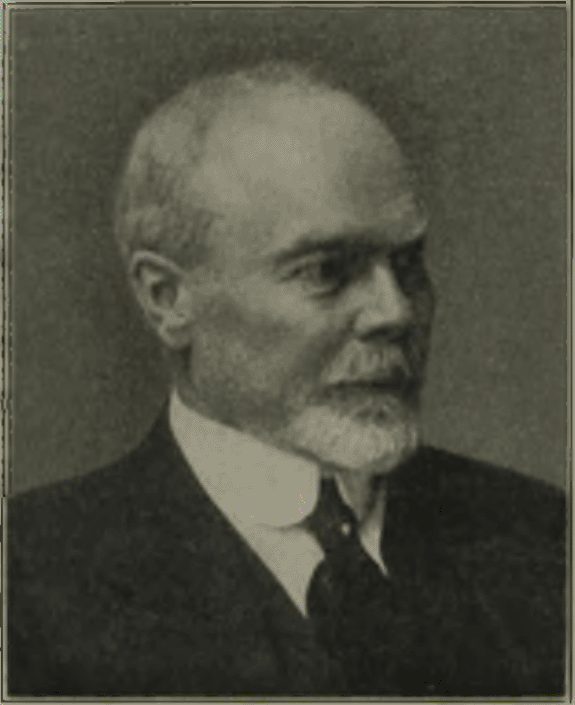
Dowerg, um 1900

Hugo Dowerg (* 27. August 1858 in Gleiwitz; † 28. Juni 1938 in Stuttgart) war Metallurge und zuletzt Generaldirektor beim Lothringer Hüttenverein Aumetz-Friede Kneuttingen. Zu seinen besonderen Verdiensten gehören seine Versuche, mithilfe von Großgasmaschinen die Windversorgung der Hochöfen zu verbessern.

## Herkunft und Werdegang
Hugo Dowerg entstammt einer gutbürgerlichen Familie. Sein Vater Albert war Stadtverordneter und Fabrikbesitzer. Nach seinem Abitur arbeitete er zunächst mehrere Jahre in verschiedenen metallurgischen Betrieben in Oberschlesien. Anschließend studierte er sowohl an der Technischen Hochschule als auch an der Bergakademie in Berlin, um danach, entgegen dem Rat seines Lehrers Hermann Wedding, in die Hochschullaufbahn zu gehen, in den Jahren 1884 bis 1894 im Eisenwerk Friedenshütte bei der Eisenbahnbedarfs-AG in Ruda O.S bis zum Betriebsdirektor zu avancieren. 1883/84 absolvierte er seinen Militärdienst.
Carl Ferdinand Stumm berief ihn als technischer Direktor an die Dillinger Hütte in Dillingen/Saar. 1900 zog es ihn noch weiter nach Westen, indem er als Generaldirektor und Vorsitzender des Direktoriums die Leitung des Lothringer Hüttenvereins Aumetz-Frieden in Kneuttingen übernahm.
Innerhalb dieses Betriebs, für den er bis zu seinem gesundheitsbedingten Ausscheiden 1910 arbeitete, erwirkte er zahlreiche betriebliche Verbesserungen und Erweiterungen. Insbesondere beschäftigte er sich zusammen mit Max Meier aus Differdingen als erster mit der Windversorgung von Hochöfen. Die damals betriebenen Großgasmaschinen boten keine hinreichende Versorgungssicherheit, da sie wegen mangelhafter Reinigung immer wieder stark verstaubten und zu Arbeitsausfällen führten.
In den Jahren 1902 bis 1910 war Dowerg Bürgermeister seiner Heimatstadt Nilvange.
Nach seinem Ausscheiden ging er nach Düsseldorf, um mit erst 52 Lebensjahren am Schreibtisch des Ruhrgebiets weiterhin den Kontakt zur Großindustrie halten zu können. Seine hohen technisch-wissenschaftlichen Erfahrungen befähigten Dowerg, als Berater in der Branche weiterarbeiten zu können. Die Kriegsjahre des Ersten Weltkriegs verbrachte er als Abteilungsleiter in der Kriegsamtsstelle Düsseldorf und als Referent für die Kriegsindustrie in Münster. Zuletzt war er Sachverständiger für amtliche Stellen; beispielsweise in der „Kommission zur Abschätzung der durch die französische Enteignung von lothringischen Hüttenwerken und Gruben entstandenen Schäden deutscher Unternehmen“.
Hugo Dowerg war verheiratet mit Aurelia, geb. Lapla und hatte fünf Kinder. Er starb fast 80-jährig an einer Lungenentzündung nach nur einem Jahr gemeinsamen Aufenthalts mit seiner Frau in Korntal bei Stuttgart.

## Auszeichnungen
Neben verschiedenen militärischen Orden und Auszeichnungen war er Ehrenbürgermeister der Gemeinde Nilvingen.